# Liste von Burgen, Schlössern und Festungen im Département Ariège
Die Liste von Burgen, Schlössern und Festungen im Département Ariège listet bestehende und abgegangene Anlagen im Département Ariège auf. Das Département zählt zur Region Okzitanien in Frankreich.

Wappen des Départements Ariège (09)
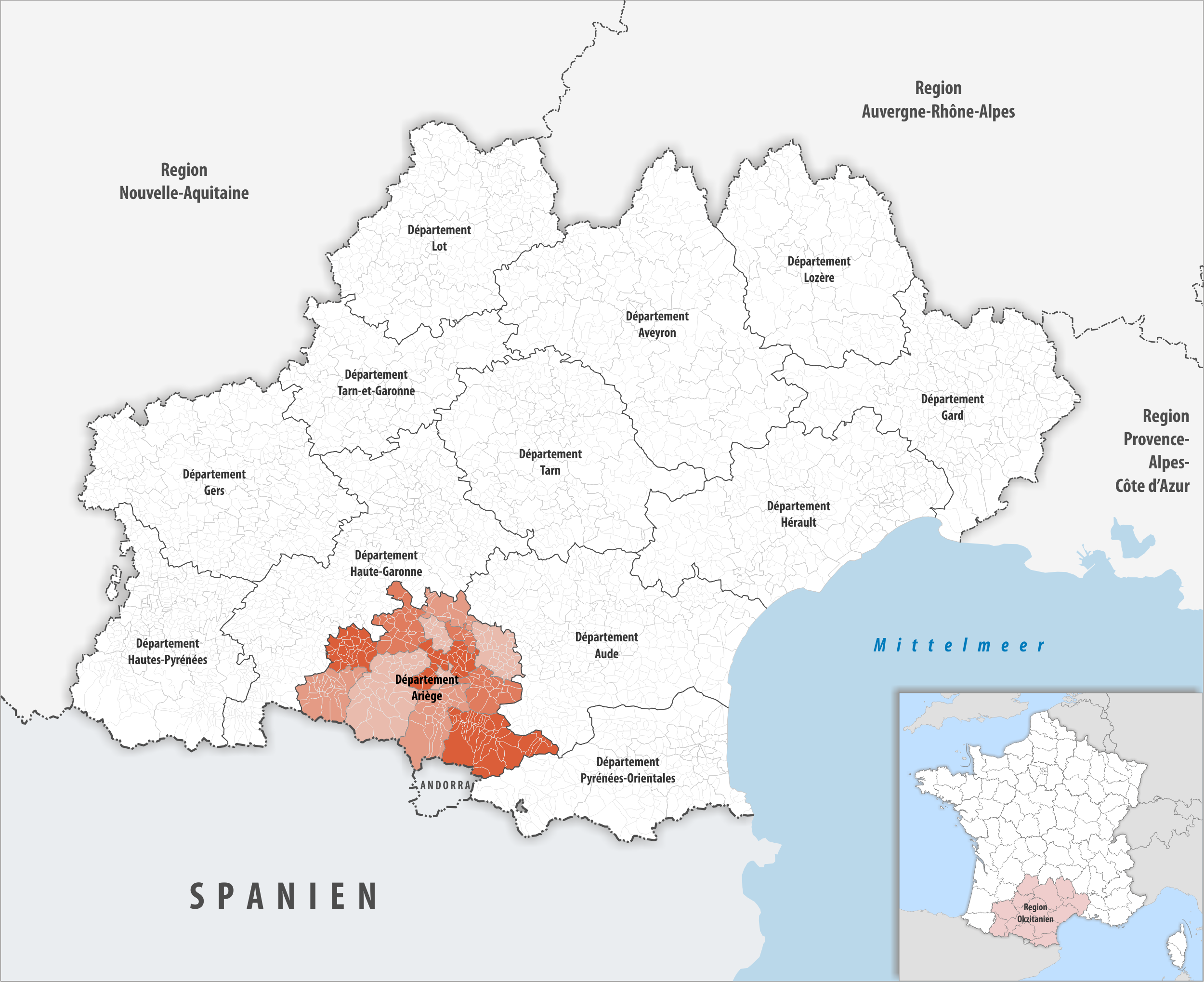
Lage des Départements Ariège in der Region Okzitanien
Lage der Region Okzitanien in Frankreich

## Liste
Bestand am 13. September 2022: 65
| Name deu / fra                                                         | Gemeinde / Lage                     | Typ (Untertyp)          | Bemerkungen | Bild |
| ---------------------------------------------------------------------- | ----------------------------------- | ----------------------- | --- | ---- |
| Burg Alliat Spoulga d'Alliat                                           | Alliat 42,819737° N, 1,586978° O    | Burg (Befestigte Höhle) | |      |
| Burg Alos Château d'Alos                                               | Alos                                | Burg                    | Abgegangen |      |
| Schloss Arconac Château d'Arconac                                      | Val-de-Sos                          | Schloss                 | |      |
| Burg Artix Château d'Artix                                             | Artix                               | Burg                    | Abgegangen |      |
| Burg Arvigna Château d'Arvigna                                         | Arvigna                             | Burg                    | Abgegangen |      |
| Schloss Aucazein Château d'Aucazein                                    | Aucazein 42,934717° N, 0,977296° O  | Schloss                 | |      |
| Schloss Bagens Château de Bagens                                       | Lorp-Sentaraille                    | Schloss                 | |      |
| Schloss Bénac Château de Bénac                                         | Bénac                               | Schloss                 | Gästezimmer |      |
| Burg Brassac Château vieux de Brassac                                  | Brassac                             | Burg                    | |      |
| Schloss Brassac Château de Brassac                                     | Brassac                             | Schloss                 | Tourismusbüro |      |
| Burg Calamès Château de Calamès                                        | Bédeilhac-et-Aynat                  | Burg                    | Ruine |      |
| Schloss Castelbon Château de Castelbon                                 | Betchat 43,100322° N, 1,022876° O   | Schloss                 | Bietet heute Unterkünfte an |      |
| Burg Le Castet d’Aleu Castelet du Castet d'Aleu                        | Aleu                                | Burg                    | Abgegangen |      |
| Burg Château-Verdun Château de Château-Verdun                          | Château-Verdun                      | Burg                    | Ruine |      |
| Schloss Crampagna Château de Crampagna                                 | Crampagna                           | Schloss                 | |      |
| Schloss Delcassé Château Delcassé                                      | Ax-les-Thermes                      | Schloss                 | Erbaut um 1900 für Théophile Delcassé |      |
| Schloss Fiches Château de Fiches                                       | Verniolle                           | Schloss                 | |      |
| Burg Foix Château de Foix                                              | Foix 42,965726° N, 1,604563° O      | Burg (Höhenburg)        | Teilweise Ruine |      |
| Schloss Fornex Château de Fornex                                       | Fornex 43,170132° N, 1,249384° O    | Schloss                 | Mehrfach umgebaut, Hauptresidenz des Geschlechts Foix-Rabat |      |
| Schloss Ganac Château de Ganac                                         | Ganac                               | Schloss                 | Teilweise Ruine |      |
| Burg La Garde Château de la Garde                                      | Seix                                | Burg                    | Ruine |      |
| Schloss Gargas Château de Gargas                                       | Viviès                              | Schloss                 | |      |
| Schloss Gaudiès Château de Gaudiès                                     | Gaudiès 43,169755° N, 1,734567° O   | Schloss                 | |      |
| Schloss Gudanes Château de Gudanes                                     | Château-Verdun                      | Schloss                 | |      |
| Schloss La Hille Château de la Hille                                   | Montégut-Plantaurel                 | Schloss                 | Wurde von der Kinderhilfe des Schweizerischen Roten Kreuzes während des Zweiten Weltkriegs für vier Jahre als Kolonie La Hille für Flüchtlingskinder gemietet. |      |
| Schloss Lacombe Château de Lacombe                                     | Tarascon-sur-Ariège                 | Schloss                 | |      |
| Burg Lagarde Château de Lagarde                                        | Lagarde                             | Burg                    | Ruine |      |
| Schloss Lanoux Château de Lanoux                                       | Lanoux                              | Schloss                 | |      |
| Schloss Lapouge Château de Lapouge                                     | Bénac                               | Schloss                 | Gästezimmer |      |
| Schloss Léran Château de Léran                                         | Léran                               | Schloss                 | |      |
| Schloss Ligny Château de Ligny                                         | Les Bordes-sur-Arize                | Schloss                 | |      |
| Schloss Longpré Château de Longpré                                     | Varilhes                            | Schloss                 | |      |
| Burg Lordat Château de Lordat                                          | Lordat                              | Burg                    | Ruine |      |
| Schloss Loubières Château de Loubières                                 | Loubières                           | Schloss                 | |      |
| Schloss Marveille Château de Marveille                                 | Les Bordes-sur-Arize                | Schloss                 | |      |
| Burg Miglos Château de Miglos                                          | Miglos                              | Burg                    | Ruine |      |
| Burg Mirabat Château de Mirabat                                        | Oust                                | Burg                    | Ruine |      |
| Burg Miramont Château de Miramont                                      | Rabat-les-Trois-Seigneurs           | Burg                    | Eine Fluchtburg der Katharer, wurde 1247 zerstört |      |
| Burg Montaillou Château de Montaillou                                  | Montaillou                          | Burg (Kammburg)         | Ruine |      |
| Burg Montaut Château de Montaut                                        | Montaut                             | Burg                    | Ruine |      |
| Schloss Montégut-en-Couserans Château de Montégut-en-Couserans         | Montégut-en-Couserans               | Schloss                 | |      |
| Burg Montréal-de-Sos Château de Montréal-de-Sos                        | Auzat                               | Burg                    | Ruine |      |
| Burg Montségur Château de Montségur                                    | Montségur 42,875833° N, 1,832917° O | Burg                    | Bekannteste Burg der Katharer, 1244 eingenommen, anschließend geschleift, später als Grenzfeste wieder aufgebaut                                               |      |
| Schloss Nescus Château de Nescus                                       | Nescus                              | Schloss                 | 1700 erbaut |      |
| Schloss Nogarède Château de Nogarède                                   | Sieuras                             | Schloss                 | |      |
| Schloss Orgeix Château d'Orgeix                                        | Orgeix                              | Schloss (Renaissance)   | |      |
| Burg Pailhès Château de Pailhès                                        | Pailhès                             | Burg                    | |      |
| Schloss Peyroutet-Vadier Château de Peyroutet-Vadier                   | Montaut                             | Schloss                 | |      |
| Schloss Poudelay Château de Poudelay                                   | Fabas                               | Schloss                 | |      |
| Schloss Prat Château de Prat                                           | Prat-Bonrepaux                      | Schloss                 | |      |
| Burg Queille Château de Queille                                        | Saint-Quentin-la-Tour               | Burg                    | |      |
| Burg Quérigut Château de Quérigut (Burg Donezan)                       | Quérigut                            | Burg                    | Ruine |      |
| Schloss Riveneuve Château de Riveneuve                                 | Pamiers                             | Schloss                 | |      |
| Burg Roquefixade Château de Roquefixade                                | Roquefixade                         | Burg                    | Ruine, ehemalige Burg der Katharer |      |
| Schloss Rozès Château de Rozès                                         | Saint-Lizier                        | Schloss                 | |      |
| Schloss Saint-Barthélémy Château Saint-Barthélémy                      | Durban-sur-Arize                    | Schloss                 | |      |
| Schloss Les Salenques Château des Salenques                            | Les Bordes-sur-Arize                | Schloss                 | |      |
| Schloss Savignac-les-Ormeaux Château de Savignac-les-Ormeaux           | Savignac-les-Ormeaux                | Schloss                 | |      |
| Burg Seix Château de Seix                                              | Seix                                | Burg                    | |      |
| Schloss Sibra Château de Sibra                                         | Lagarde                             | Schloss                 | |      |
| Schloss Terride Château de Terride                                     | Mirepoix                            | Schloss                 | |      |
| Burg Usson Château d'Usson                                             | Rouze                               | Burg                    | Südlichste der ehemaligen Katharerburgen in Frankreich, ihr letzter Rückzugsort bis 1257, später Grenzfeste, heute Ruine                                       |      |
| Schloss Le Val Larbont Château du val Larbont                          | La Bastide-de-Sérou                 | Schloss                 | |      |
| Schloss Villemur Château de Villemur                                   | Ax-les-Thermes                      | Schloss                 | |      |
| Schloss der Vizegrafen von Couserans Château des vicomtes du Couserans | Saint-Girons                        | Schloss                 | Das Couserans ist eine historische Provinz Südfrankreichs |      |